# Utricularia endresii
Utricularia endresii este o specie de plante carnivore din genul Utricularia, familia Lentibulariaceae, ordinul Lamiales, descrisă de Reichb. f.. Conform Catalogue of Life specia Utricularia endresii nu are subspecii cunoscute.